# Amanda (film, 2022)
Pour les articles homonymes, voir Amanda.
Pour plus de détails, voir Fiche technique et Distribution.
Amanda est une comédie dramatique italienne réalisée par Carolina Cavalli et sortie en 2022.

## Synopsis
Amanda, une jeune fille antipathique et incomprise par sa famille, vit isolée et n'a jamais eu d'amis, alors que c'est ce qu'elle désire le plus. Lorsqu'elle découvre qu'elle passait beaucoup de temps avec Rebecca, la fille d'une amie de sa mère, lorsqu'elles étaient petites, Amanda se donne une nouvelle mission : la convaincre qu'elles sont toujours les meilleures amies du monde.

## Fiche technique
- Titre original italien et français : Amanda[1]
- Réalisateur : Carolina Cavalli
- Scénario : Carolina Cavalli
- Photographie : Lorenzo Levrini
- Montage : Babak Jalali
- Musique : Niccolò Contessa
- Effets spéciaux : Emiliano Leone
- Décors : 	Martino Bonanomi
- Production : Antonio Celsi, Lorenzo Gangarossa, Mario Gianani, Annamaria Morelli, Malcom Pagani, Moreno Zani
- Société de production : Elsinore Film, Wildside, Tenderstories
- Société de distribution : I Wonder Pictures (it) (Italie)
- Pays de production :  Italie
- Langue originale : italien
- Format : Couleur
- Durée : 94 minutes
- Genre : Comédie dramatique
- Dates de sortie :
  - Italie : 5 septembre 2022 (Mostra de Venise 2022) ; 13 octobre 2022 (sortie nationale)
  - France : 28 octobre 2022 (Festival du film italien de Villerupt 2022)

## Distribution
- Benedetta Porcaroli : Amanda
- Galatéa Bellugi : Rebecca
- Giovanna Mezzogiorno : Viola, la mère de Rebecca
- Monica Nappo : Sofia, la mère d'Amanda
- Margherita Maccapani Missoni : Marina, la sœur d'Amanda
- Amelia Elisabetta Biuso : Stella, la fille de Marina
- Michele Bravi : Due
- Matilde Rabottini : Matilde
- Ana Cecilia Ponce : Judy
- Giorgia Favoti : Ann

## Exploitation
Le film a été présenté dans la section Orizzonti Extra au 79e Festival international du film de Venise le 5 septembre 2022,, et a été présenté en première internationale au Festival international du film de Toronto (TIFF). Il est sorti dans les salles de cinéma italiennes le 13 octobre suivant,,.